# Caesetius rosei
Caesetius rosei is een spinnensoort in de taxonomische indeling van de mierenjagers (Zodariidae).
Het dier behoort tot het geslacht Caesetius. De wetenschappelijke naam van de soort werd voor het eerst geldig gepubliceerd in 1953 door Bacelar.